# Hypsiboas jimenezi
Espèce
Statut de conservation UICN

 LC  : Préoccupation mineure
Hypsiboas jimenezi est une espèce d'amphibiens de la famille des Hylidae, également connu sous le nom de Boana jimenezi.

## Répartition
Cette espèce est endémique de l'État de Bolívar au Venezuela. Elle se rencontre entre 950 et 1 850 m d'altitude sur le versant Sud de l'Auyan Tepuy ainsi que sur son sommet,, au sein du parc national Canaima.

## Étymologie
Elle est nommée en l'honneur de Juan Jimenez (Campamento Parakaupa, Canaima Lagoon).

## Publication originale
- Señaris & Ayarzagüena, 2006 : A new species of Hypsiboas (Amphibia; Anura; Hylidae) from the Venezuelan guayana, with notes on Hypsiboas sibleszi (Rivero 1972). Herpetologica, vol. 62, no 3, p. 308-318 (texte intégral).